# Joseph R. Gusfield
Joseph R. Gusfield (* 6. September 1923 in Chicago; † 5. Januar 2015) war ein US-amerikanischer Soziologe und Suchtforscher.

## Leben
Joseph Gusfield wuchs als Jude aus kleinen Verhältnissen im ethnisch und sozial spannungsreichen Chicago in der Zeit der Großen Depression auf, dieses und die Berichte über die Judenverfolgung der 1930er Jahre im (entfernten) Deutschland machten ihn zu einem Zionisten und Linken.
Gusfield studierte ab 1941 Soziologie an der University of Chicago und jobbte für den Lebensunterhalt und die Studiengebühren nebenher. Zwischen 1943 und 1946 nahm er als Soldat am Zweiten Weltkrieg teil, was ihn von wissenschaftlichen Gewissheiten „desillusionierte“. 1946 beendete er das Soziologiestudium, begann ein Jurastudium und wurde als Lehrassistent in den soziologischen Lehrbetrieb integriert. Seine Masterarbeit machte er 1950 mit einer empirischen Studie über Selbstkonzepte. Danach lehrte er als einziger Soziologe bis 1955 am Hobart and William Smith in Geneva (New York). 1954 schloss er die Promotion zum Ph.D. bei Herbert Blumer ab und wurde bis 1969 Soziologieprofessor an der Universität Illinois. Seit 1969 war er Professor für Soziologie an der University of California, San Diego und wurde 2007 emeritiert. 1988/89 amtierte er als Präsident der Society for the Study of Social Problems.
Das bekannteste Werk des Kultursoziologen, der seinen Forschungsschwerpunkt im Bereich der sozialen Bewegungen hat, ist die Studie zur US-amerikanischen Abstinenzbewegung Symbolic crusade. Status politics and the American temperance movement (1963). Nach Arbeiten zu Themen der indischen Gesellschaft, wo er mehrere mehrmonatige Forschungsaufenthalte hatte, über Japan, mit David Riesman über Bildungsforschung, holte ihn das Alkoholthema wieder ein und er arbeitete über Alkoholkonsum und Straßenverkehr: The Culture of Public Problems: Drinking, Driving, and the Symbolic Order.
Gusfield war mit der Sozialarbeiterin Irma Geller verheiratet.

## Schriften (Auswahl)
- Social Structure and Moral Reform: A Study of the Woman’s Christian Temperance Union. In: The American Journal of Sociology, 61, No. 3 (1955)
- Moral Passage. The Symbolic Process in the Public Designations of Deviance. In: Social Problems, 15, 1967/1968, S. 175–189.
  - Moralische Passage. Der symbolische Prozess der öffentlichen Kennzeichnung von Devianz. In: Daniela Klimke, Aldo Legnaro (Hrsg.), Kriminologische Grundlagentexte. Springer VS, Wiesbaden 2016, ISBN 978-3-658-06503-4, S. 68–87, übersetzt von Aldo Legnaro.
- Community: A Critical Response. Harper & Row, New York 1975, ISBN 0-06-136176-3.
- Alcohol Problems: An Interactionist View. In: Jean-Pierre von Wartburg, Pierre Magnenat, Richard Muller, Sonja Wyss (Hrsg.): Currents in Alcohol Research and the Prevention of Alcohol Problems - Proceedings of an International Symposium Held in Lausanne, Switzerland, November 7–9, 1983. Hans Huber, Bern 1985, S. 71–81
- Symbolic crusade. Status politics and the American temperance movement. 2. Auflage, University of Illinois Press, Urbana 1986, ISBN 0-252-01321-2.
- Contested Meanings: The Construction of Alcohol Problems. University of Wisconsin Press, Madison 1996, ISBN 0-299-14930-7.
- The Culture of Public Problems: Drinking, Driving, and the Symbolic Order. University of Chicago Press, Chicago 1981, ISBN 0-226-31093-0.
- My Life and Soft Times. In: Bennett M. Berger (Hrsg.): Authors of their own lives: intellectual autobiographies by twenty American sociologists. Univ. of California Pr., Berkeley 1990, S. 104–129.